# Aarhus-Konvention
Die Aarhus-Konvention ist das am 25. Juni 1998 in der dänischen Stadt Aarhus unterzeichnete und am 30. Oktober 2001 in Kraft getretene Übereinkommen der Wirtschaftskommission für Europa (UNECE) über den Zugang zu Informationen, die Öffentlichkeitsbeteiligung an Entscheidungsverfahren und den Zugang zu Gerichten in Umweltangelegenheiten. 47 Staaten – darunter alle EU-Mitglieder – und die Europäische Union haben den Vertrag ratifiziert, zudem haben Monaco und Liechtenstein den Vertrag gezeichnet, aber noch nicht ratifiziert.
Das Übereinkommen ist der erste völkerrechtliche Vertrag, der jeder Person Rechte im Umweltschutz zuschreibt.

## Bestandteile
Die Aarhus-Konvention setzt sich inhaltlich aus drei „Säulen“ zusammen:
- dem möglichst freien Zugang zu Umweltinformationen (Art. 4),
- der Öffentlichkeitsbeteiligung an Entscheidungsverfahren (Art. 6 – 8) und
- dem Zugang zu Gerichten in Umweltangelegenheiten (Art. 9).

### Zugang zu Informationen
Der Artikel 4 der Aarhus-Konvention bildet die rechtliche Grundlage für das auf Antrag zur Verfügung stellen von Informationen durch die zuständigen Behörden. Dies betrifft den Zustand von Umweltbestandteilen wie Luft und Atmosphäre, Wasser, Boden, Land, Landschaft und natürliche Lebensräume, die Artenvielfalt und ihre Bestandteile, einschließlich gentechnisch veränderter Organismen, sowie die Wechselwirkungen zwischen diesen Bestandteilen.

### Öffentlichkeitsbeteiligung
Einer Öffentlichkeitsbeteiligung bedarf nach der Aarhus-Konvention vor allem die Zulassung bestimmter Vorhaben mit erheblichen Umweltauswirkungen (insbesondere Industrieanlagen und Infrastrukturmaßnahmen).

### Zugang zu Gerichten bei Umweltbelangen
Die Aarhus-Konvention, geregelt im Artikel 9, schreibt jeder Person ein Widerspruchs- und Klagerecht im Falle der Verweigerung des Informationszugangs, im Hinblick auf Entscheidungen, die der Öffentlichkeitsbeteiligung unterliegen, sowie allgemein bei Verstößen gegen umweltrechtliche Vorschriften zu.

## Mitgliedschaft
47 Staaten haben die Aarhus-Konvention ratifiziert. 33 davon sind außerdem dem Kiew-Protokoll rechtsverbindlich beigetreten, und 28 Staaten haben die Ergänzung zu gentechnisch veränderten Organismen (GMO amendment) unterzeichnet.

## Umsetzung der Vorgaben
Die Vorgaben der Aarhus-Konvention müssen in das Recht der Vertragsparteien umgesetzt werden. Darüber berichtet die Wirtschaftskommission der Vereinten Nationen für Europa (UNECE) fortlaufend.
Die Europäische Union, die selbst Vertragspartei des Aarhus-Übereinkommens ist, hat zur Umsetzung von Artikel 9 der Konvention die sogenannte Rechtsschutzmittel-Richtlinie 2003/35/EG erlassen. Die Richtlinie verpflichtet ihrerseits die Mitgliedstaaten der Gemeinschaft, Umweltschutzorganisationen Zugang zu Gerichtsverfahren zu eröffnen. Die Bundesrepublik Deutschland hat diese Vorgaben durch das Umweltrechtsbehelfsgesetz in das deutsche Recht umgesetzt. Der EuGH entschied am 12. Mai 2011 im „Trianel-Verfahren“, dass die Klagerechte von Umweltvereinigungen unzulässigerweise auf solche Fälle eingeschränkt waren, in denen auch Einzelpersonen klagebefugt sind. Seit 29. Januar 2013 ist diese Beschränkung aus dem Umweltrechtsbehelfsgesetz gestrichen.
Zur Verwirklichung des Informationszugangs beschloss die EU die Richtlinie 2003/4/EG (Umweltinformationsrichtlinie). Deutschland setzte sie mit einer Anpassung seines Umweltinformationsgesetzes in nationales Recht um, Österreich entsprechend in seinem Umweltinformationsgesetz. In beiden Staaten gibt es zudem Landesgesetze, die den Informationszugang regeln.

## Ergänzungen

### Kiew-Protokoll
Das Kiew-Protokoll über Schadstofffreisetzungs- und -verbringungsregister (Kiev Protocol on Pollutant Release and Transfer Registers, PRTR) ist ein internationales Schadstoffemissionsregister. Es wurde am 21. Mai 2003 beschlossen und sieht die Freigabe von umweltrelevanten Informationen durch Unternehmen vor.

### GVO-Novelle
Auf der zweiten Vertragsstaatenkonferenz am 27. Mai 2005 wurde eine Erweiterung der Konvention über die öffentliche Beteiligung an geplanten Freisetzungen gentechnisch veränderter Organismen (GVOs) beschlossen. Das GMO Amendment wird 90 Tage nach der Ratifizierung durch drei Viertel der Vertragsstaaten in Kraft treten.